# Oravais masugn

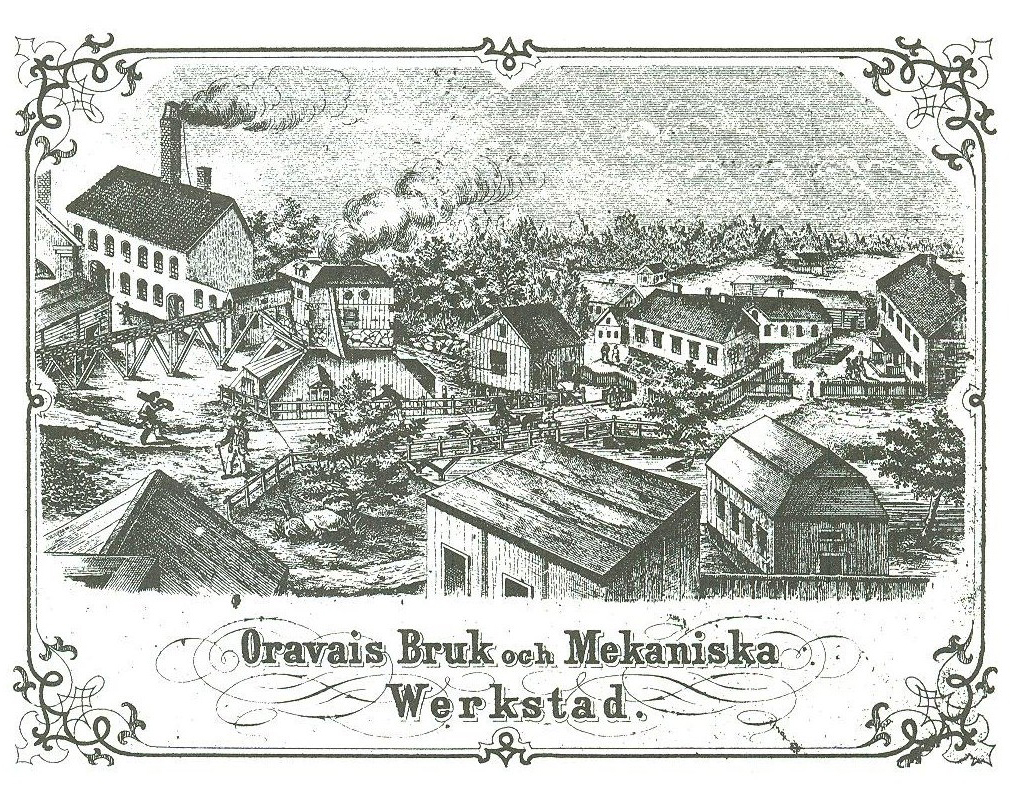
Oravais masugn och mekaniska verkstad i början av 1860-talet.

Oravais masugn var en masugn i Oravais i Finland som tillhörde Kimo bruk. Den anlades år 1736 utmed Kimo å, drygt två kilometer från havet och var formellt sett ett självständigt bruk. Själva Kimo bruk låg cirka åtta kilometer uppströms längs samma vattendrag. Järnmalmen kom från Utö och Herräng gruva i Roslagen.
Lars Magnus Björkenheim övertog bruket år 1818. Man började att använda järnmalm från gruvorna i Sillböle och Jussarö och att smälta sjö- och myrmalmer i masugnen.
Fabriken tillverkade tackjärn och gjutgods och diverse kokkärl. År 1866 uppgick produktionen till 1 353 ton täckjärn och 80 ton gjutgods.

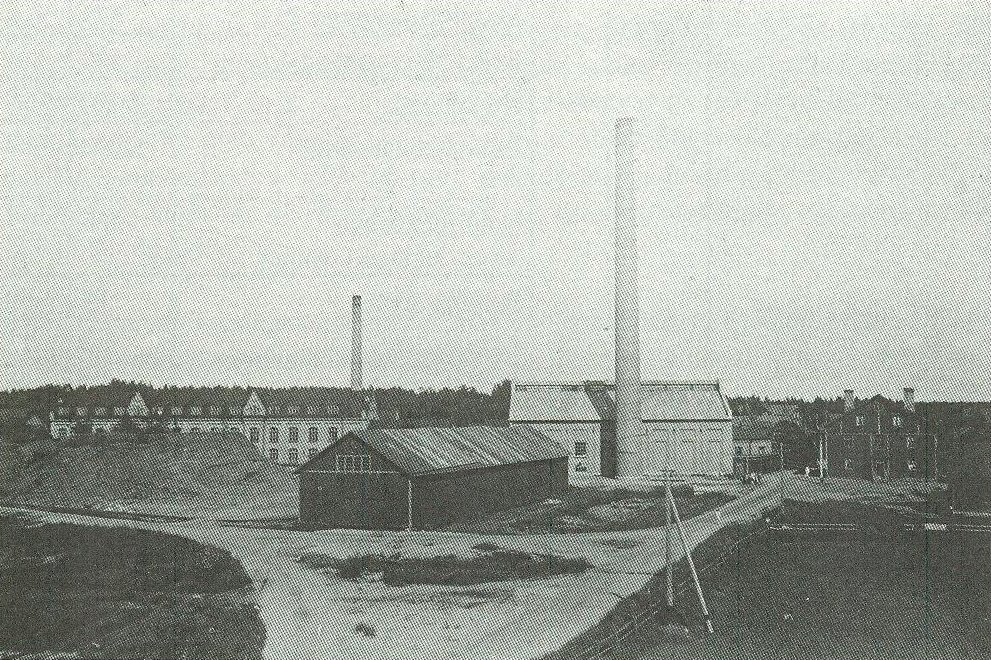
Fabriksbyggnaderna och slagghögen.

Masugnen var i drift till 1867 och revs mellan 1900 och 1915. Slagghögen intill fabriksbyggnaderna jämnades med marken i mitten av 1970-talet.
Brukets verksamhet upphörde helt och år 1885 blev Oravais fabrik en textilidustri. De nuvarande byggnaderna på platsen härstammar huvudsakligen från textilfabrikens storhetstid på 1920- och 1930-talen.